# Szalbierstwo
Ten artykuł należy dopracować:

przedstawiono sytuację tylko z polskiej perspektywy – artykuł powinien być przekrojowy.
Pomóż go poprawić. 
Szalbierstwo – w polskim prawie jest to wykroczenie polegające na wyłudzeniu bez zamiaru uiszczenia należności świadczeń lub usług takich jak:
- przejazd bez biletu koleją lub innym środkiem lokomocji po raz trzeci w ciągu roku, pomimo nieuiszczenia nałożonej dwukrotnie kary pieniężnej,
- pożywienie lub napój w zakładzie żywienia zbiorowego,
- jednokrotny przejazd środkiem lokomocji należącym do przedsiębiorstwa, które nie dysponuje karami taryfowymi,
- wstęp na imprezę rozrywkową, artystyczną lub sportową,
- działanie automatu,
- inne podobne świadczenie, o którym sprawca wie, że jest płatne.

Szalbierstwo obejmuje głównie wyłudzenie świadczenia płatnego od razu lub natychmiast po jego spełnieniu, dotyczy drobnej kwoty. Wykroczenie zazwyczaj polega na wyzyskaniu podstępnie wytworzonej nieświadomości pokrzywdzonego i dokonywane jest przez sprawcę będącego konsumentem, który przez przystąpienie zawarł umowę z pokrzywdzonym przedsiębiorcą. Powyższe cechy odróżniają szalbierstwo od przestępstwa oszustwa.
Wyłudzenie noclegu w pokoju hotelowym nie wykazuje cech szalbierstwa i jest oszustwem.

## Najważniejsze orzecznictwo
- uchwała SN z dnia 23 listopada 1972 r., VI KZP 49/72, OSNKW z 1973 r. nr 2-3, poz. 27
- uchwała SN z dnia 24 stycznia 1973 r., VI KZP 69/72, OSNKW z 1973 r. nr 4, poz. 42
- wyrok SN z dnia 19 lipca 2006 r., III KK 19/06, BPK z 2006 nr 8. sn.pl. [zarchiwizowane z tego adresu (2007-02-06)].